# Everardus Warffemius
Everardus Franciscus Cornelis Warffemius (Delft, 9 november 1885 – Rotterdam, 30 juli 1969) was een Nederlandse glazenier, schilder.

## Leven en werk
Warffemius was een zoon van Theodorus Franciscus Warffemius (1857-1928) en Johanna Geertruida Langen (1860-1957). Hij trouwde in 1922 met Alberta Joanne Marie van Dijk.
Warffemius werd aanvankelijk opgeleid tot onderwijzer, maar was meer geïnteresseerd in het kunstenaarschap. Hij leerde tekenen van zijn vader, die tekenleraar was. Vanaf 1904 werkte hij onder leiding van Pieter Willem van Baarsel op het glasatelier van Johannes Willem Gips. Hij werkte vervolgens op een aantal andere ateliers. Hij deed de avondcursus van de Rotterdamse Academie van Beeldende Kunsten en Technische Wetenschappen (1908-1912), waar hij les kreeg van onder anderen Huib Luns, Alexander van Maasdijk en Frederik Nachtweh. 
In 1917 begon Warffemius een atelier in Kralingen. Aanvankelijk schilderde hij stillevens, maar hij werd bekend om zijn glas-in-loodramen. Tijdens het bombardement op Rotterdam (1940) is een deel van zijn werk verloren gegaan. In de oorlogsjaren was hij belast met hulpverlening aan kunstenaars die zich niet wilden aansluiten bij de Kulturkammer. In drukke tijden had Warffemius meer dan 10 man in dienst. Na de oorlog kreeg hij diverse opdrachten voor de restauratie van ramen, onder meer in de Laurenskerk, en ontwerpen van gedenkramen. Zijn ramen hebben veelal naturalistisch weergegeven motieven binnen eenvoudige en sobere composities. In het atelier werden naast eigen ontwerpen ook ramen uitgevoerd voor onder anderen Pieter den Besten, Albert Plasschaert en Marius Richters. Vanaf 1948 werkte D.W. van Ouwerkerk bij Warffemius, hij nam steeds meer de uitvoering over en verzorgde onder meer een raam voor het Consulaat Generaal in Kaapstad (1958) dat werd ontworpen door Warffemius.
De kunstenaar was lid van de Rotterdamse Kunststichting, bestuurslid van het Nederlands Steuncomité voor Beeldende Kunstenaars en voorzitter van de Rotterdamse Kunstenaarssociëteit en de Landelijke Federatie van Beeldende Kunstenaarsverenigingen. Hij ontving in 1953 de Penning van de Maze van de Rotterdamse Kunststichting en werd in 1960 benoemd tot ridder in de Orde van Oranje-Nassau.
Warffemius overleed op 83-jarige leeftijd in het Dijkzigtziekenhuis in Rotterdam.

## Werken (selectie)
- 1922: ramen voor het Theater Tuschinski in Amsterdam
- 1924: ramen voor het woonhuis met atelier van de Leidse architect Bernard Buurman
- 1927: raam voor de Rotterdamse Droogdok Maatschappij
- 1931: raam voor de O.L. Vrouw van de Berg Carmel in Aalsmeer
- 1932: 5 glas-in-loodramen voor de Ambachtsschool in Doesburg
- 1935: glas in lood voor de Ambachtsschool aan de Tamboerstraat, Rotterdam
- 1937: glas in lood voor het Stadion Feijenoord, waaronder een scène van Rotterdam
- 1942, 1943: glas in lood voor distilleerderij Jansen in Schiedam
- 1949: glas in lood voor de school voor Scheepwerktuigkundigen in Rotterdam
- 1949: glas in lood voor de Hervormde kerk in Puttershoek
- ca. 1954: glas in lood voor de gemeentelijke archiefdienst in Rotterdam
- 1958: raam voor het Consulaat Generaal in Kaapstad
- 1959: glas-in-loodramen LTS Schoonhoven
- glas in lood voor de kerk in Brielle